# Luke McCormick (Fußballspieler, 1983)
Luke Martin McCormick (* 15. August 1983 in Coventry) ist ein englischer Fußballspieler. Der Torhüter absolvierte von 2000 bis 2008 über 150 Pflichtspiele für Plymouth Argyle. Im Oktober 2008 wurde er für einen von ihm unter Alkoholeinfluss verursachten Autounfall, bei dem zwei Kinder ums Leben kamen, zu sieben Jahren und vier Monaten Gefängnis verurteilt. Seit Ende 2012 ist er wieder aktiv.

## Karriere
McCormick kam 1999 als Trainee (dt. Auszubildender) zu Plymouth Argyle, und gab am letzten Spieltag der Saison 2000/01 in der Football League Third Division sein Debüt im Profiteam. Seinen ersten Profivertrag unterzeichnete er ein Jahr später im Sommer 2002 und war in der Saison 2002/03 Ersatztorhüter hinter Romain Larrieu. Seinen Durchbruch erlebte McCormick in der Spielzeit 2003/04, als er nach einer Verletzung Larrieus in die Stammmannschaft rückte und seinen Platz im Tor auch nach der Genesung seines Kontrahenten behielt. Plymouth stieg am Saisonende als Meister der Second Division in die Football League Championship auf. McCormick stellte im Saisonverlauf mit einer Serie von 624 Minuten ohne Gegentor einen neuen Vereinsrekord auf und wurde vereinsintern als „Young Player of the Year“ ausgezeichnet.
Die Zweitligasaison 2004/05 unter Trainer Bobby Williamson begann McCormick als Stammtorhüter, verlor seinen Platz allerdings nach etwa einem Monat an Larrieu. In der Folge wurde er als Vertretung für den verletzten Nathan Abbey kurzzeitig an den Viertligisten Boston United verliehen, bevor er im Frühjahr 2005 Larrieu im Tor der Pilgrims bis Saisonende wieder verdrängte. In der gesamten Spielzeit 2005/06 erhielt allerdings sein französischer Rivale den Vorzug und McCormick kam nur zu einem Saisoneinsatz unter Trainer Tony Pulis. Mit der Verpflichtung von Ian Holloway als neuem Trainer zur folgenden Spielzeit, erhielt McCormick im Zweikampf mit seinem Dauerrivalen Larrieu abermals den Vorzug und bestritt die folgenden beiden Spielzeiten weitestgehend als Stammkeeper. Sein am Saisonende verlängerter Vertrag wurde Ende Juli 2008 wegen des tödlichen Verkehrsunfalls (siehe unten) aufgelöst.

## Tödlicher Verkehrsunfall und Haftstrafe
Am 7. Juni 2008 verursachte McCormick bei der Rückfahrt von der Hochzeit seines früheren Mannschaftskollegen David Norris einen tödlichen Autounfall auf dem Motorway M6. Nach nur zwei Stunden Schlaf und mit einem Alkoholwert, der mehr als das Doppelte der gesetzlichen Höchstgrenze betrug, prallte er mit einem entgegenkommenden Fahrzeug zusammen. Während McCormick unverletzt blieb, starben zwei Brüder im Alter von zehn und acht Jahren an der Unfallstelle, der am Steuer des Wagens sitzende Vater erlitt schwere Verletzungen und sitzt seitdem im Rollstuhl. Vor dem Crown Court in Stoke-on-Trent wurde McCormick im Oktober 2008 wegen fahrlässiger Tötung durch rücksichtsloses Fahren und Fahren unter Alkoholeinfluss zu sieben Jahren und vier Monaten Gefängnis verurteilt. Eine vorzeitige Entlassung ist frühestens nach der Hälfte der Haftstrafe möglich.
Wenige Wochen nach der Verurteilung sorgte David Norris für einen Skandal, als er bei einem Torjubel die Handgelenke überkreuzte, was als Sympathiebekundung in Bezug auf McCormick verstanden wurde. Seine Haftbedingungen in Channings Wood, Denbury und die Geburt seines ersten Kindes waren Gegenstand von Berichterstattung in der Yellow Press.